# Sankt Martin an der Raab
Sankt Martin an der Raab (ungarisch Rábaszentmárton, Szent Márton, Alsóstrázsa; slowenisch Sveti Martin) ist eine Marktgemeinde im Bezirk Jennersdorf im Burgenland in Österreich.

## Geografie

### Geografische Lage
Die Gemeinde liegt im südlichen Burgenland im Bezirk Jennersdorf am Dreiländereck Österreich-Ungarn-Slowenien. Westlich grenzt  die Südoststeiermark an. Zuständiger Gerichtsbezirk ist der Gerichtsbezirk Güssing.
Das Gemeindegebiet umfasst die rechtsufrig (südlich) der Raab gelegenen Orte, für den ganzen burgenländischen Abschnitt dieses Flusses, flussaufwärts gegenüber von Jennersdorf und westlich von St. Gotthard (Szentgotthárd). Dazu gehören auch die südlich anschließenden Riedel des Neuhauser Hügellands, und kleine Augebiete nördlich der Raab (alter Flusslauf; ein kleiner unbesiedelter Teil rechts der Raab gehört zu Weichselbaum).

### Nachbargemeinden
|                                        | Jennersdorf                                 | Weichselbaum                                                      |
| Fehring (Bez. Südoststeiermark, Stmk.) | Kompassrose, die auf Nachbargemeinden zeigt | Alsószölnök (Unterzemming; Szentgotthárdi jár., Vas meg., Ungarn) |
| Mühlgraben Minihof-Liebau              | Kuzma (Bonisdorf; Pomurska reg., Slowenien) | Felsőszölnök (Oberzemming; Szentgotthárdi jár., Vas meg., Ungarn) |

### Gemeindegliederung
Die Gemeinde umfasst sechs Katastralgemeinden und sieben Ortschaften (in Klammern Einwohnerzahl Stand 1. Jänner 2025):
Raab flussabwärts West–Ost:
- Welten (ungar. Velike; 355) samt Deutscheck, Gamperlberg, Jagerberg, Schwabengraben und Weltenberg
- Gritsch (ungar. Gercse; 104) samt Gritsch-Bergen
- Doiber (ungar. Döbör; 245) samt Doiberberg und Jagerberg
- Sankt Martin an der Raab (ungar. Rábaszentmárton; 573; KG St. Martin an der Raab) samt Drosen, Mittereck, Mühlanger, Schaffereck und Wehappeck
- Neumarkt an der Raab (ungar. Farkasdifalva; 272) samt Eisenberg und Kirchengreut

Südlich im Bergland (Tal des Drosenbachs):
- Eisenberg an der Raab (Ortschaft 209; gehört zur KG Neumarkt)
- Oberdrosen (ungar. Rábaőr; 183) samt Kölbereck und Oberdrosen-Bergen

## Geschichte

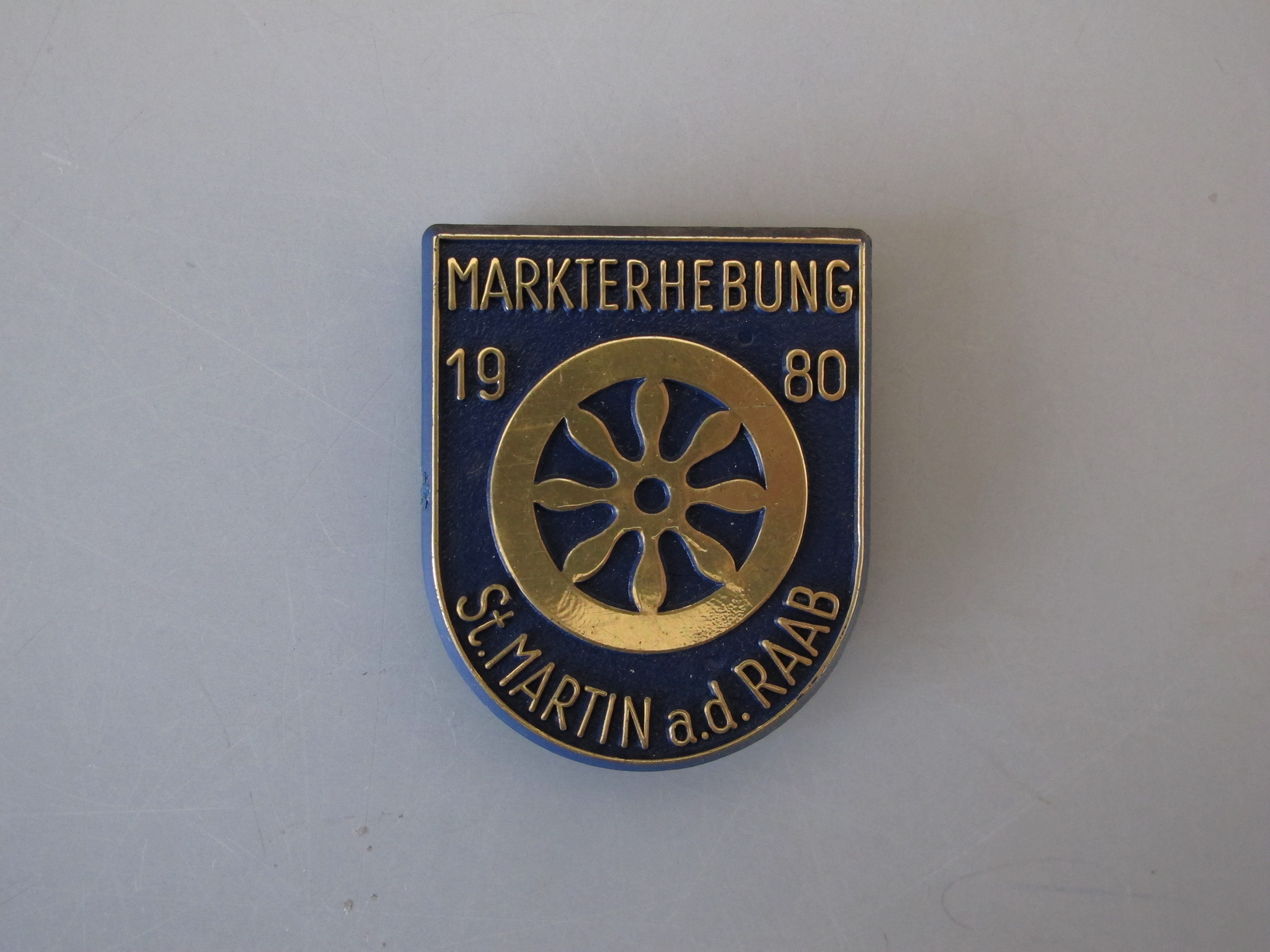
Markterhebung 1980

Der Ort gehörte, wie das gesamte Burgenland, bis 1920/21 zum Königreich Ungarn (Deutsch-Westungarn). Seit 1898 musste aufgrund der Magyarisierungspolitik der Regierung in Budapest der ungarische Ortsname Rábaszentmárton verwendet werden.
Nach Ende des Ersten Weltkriegs wurde nach zähen Verhandlungen Deutsch-Westungarn in den Verträgen von St. Germain und Trianon 1919 Österreich zugesprochen. Der Ort gehört seit  1921 zum neu gegründeten Bundesland Burgenland (siehe auch Geschichte des Burgenlandes).
Marktgemeinde ist Sankt Martin an der Raab seit 1979 (durch VO 47).
2016 wurde bei Welten ein Massengrab aus dem Zweiten Weltkrieg ergraben.

## Kultur und Sehenswürdigkeiten
- Römermuseum: 1998 eröffnet

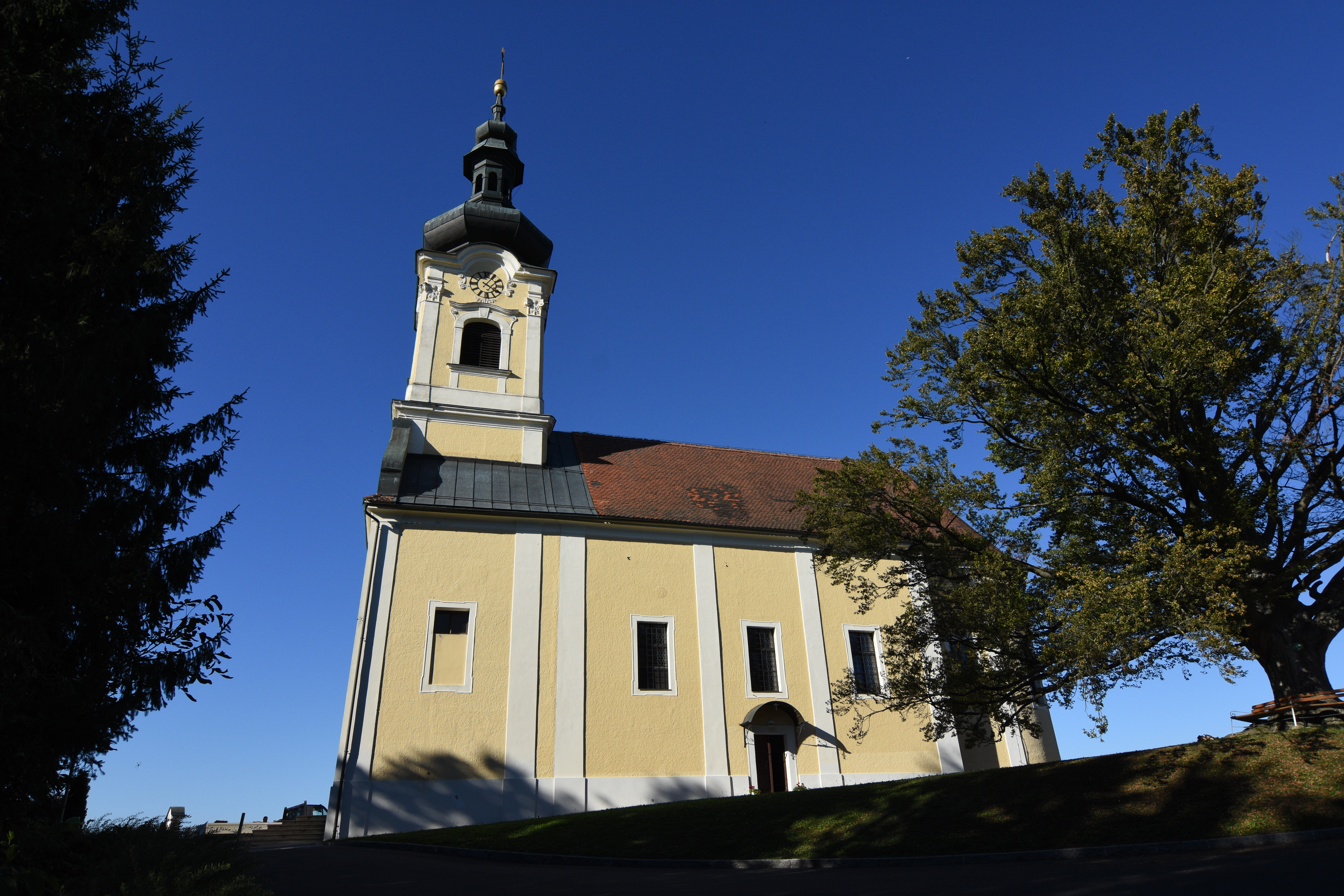
Pfarrkirche Sankt Martin

- römische Hügelgräber: unter strengem Denkmalschutz
- Rasenkreuz in Eisenberg
- Lehmspeicher und denkmalgeschützter Glockenturm in Eisenberg
- Pfarrkirche St. Martin an der Raab: 1746 im barocken Stil erbaut, im Zweiten Weltkrieg schwer beschädigt, Wiederaufbau 1947–1973
- Schloss Neumarkt an der Raab
- Wegkapelle Neumarkt an der Raab
- Künstlerdorf Neumarkt an der Raab: Sommerakademiekurse von bildender Kunst bis Musik, in Neumarkt (siehe Weblink)
- Dreiländereck Österreich-Ungarn-Slowenien

### Freizeit und Sport
- ASV St. Martin/Raab
- Tennisverein
- Eisschützenverein
- Bogenschießen
- Abenteuerland Welten (siehe Weblink)

## Wirtschaft und Infrastruktur
Ansässige Unternehmen: Tischlereibetriebe, Schlosserei, Keramikatelier Wahlhütter, Baustoffhandel Niederer

### Bildung

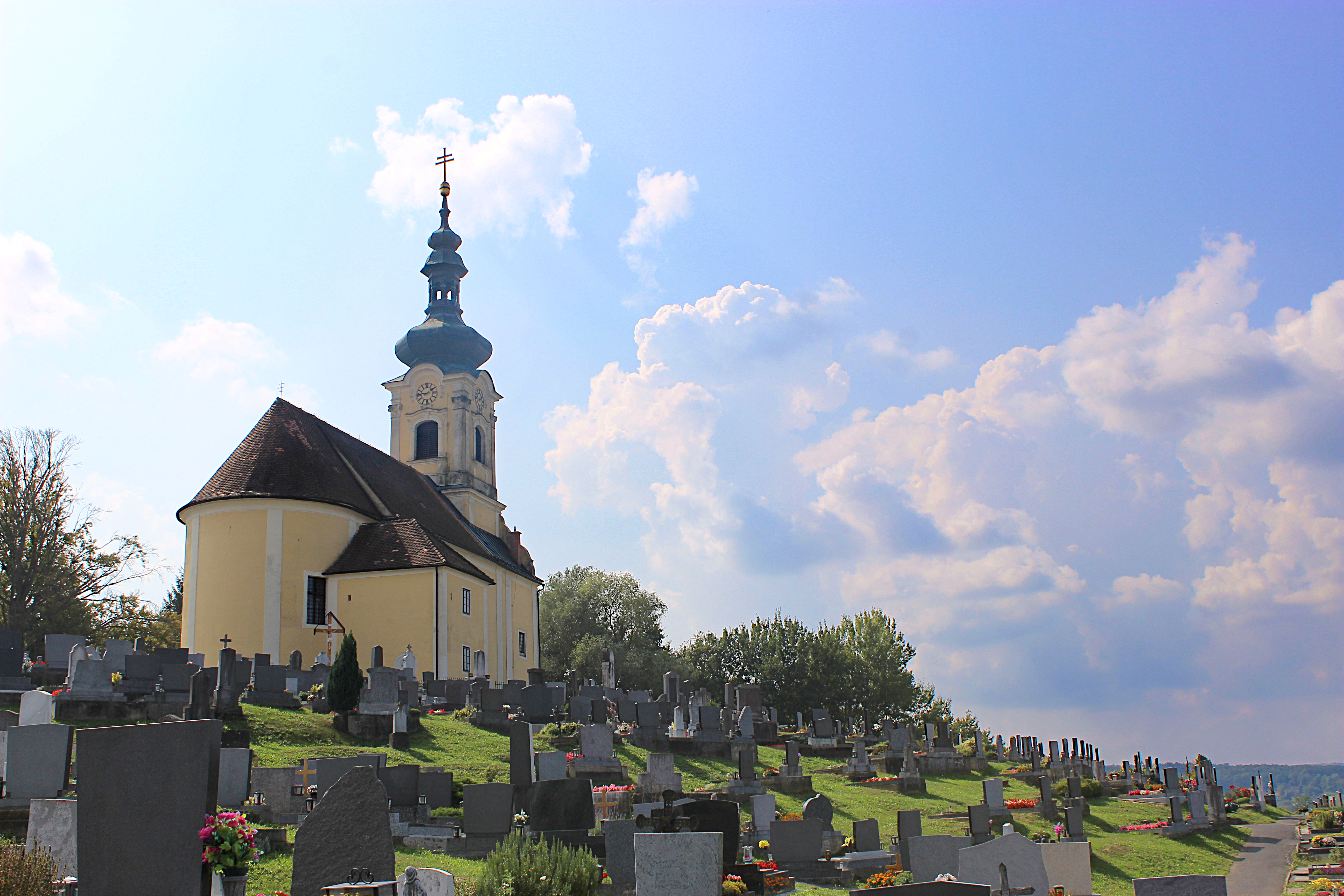
Pfarrkirche St. Martin mit Friedhof (aus Richtung Nordosten gesehen)

- Kindergarten
- Josef-Reichl-Volksschule
- Privatschule Kolibri

## Politik

### Gemeinderat
Die Mandatsverteilung (21 Sitze) in der Gemeindevertretung ist nach der Wahl 2022:
- SPÖ 12
- ÖVP 8
- MFG 1

### Bürgermeister
Bürgermeister ist Franz Josef Kern (SPÖ).

### Gemeindepartnerschaft
- Ludesch in Vorarlberg, Österreich, seit 1980[5]

## Galerie

Blick vom Jennersdorfer  Tafelberg auf Sankt Martin
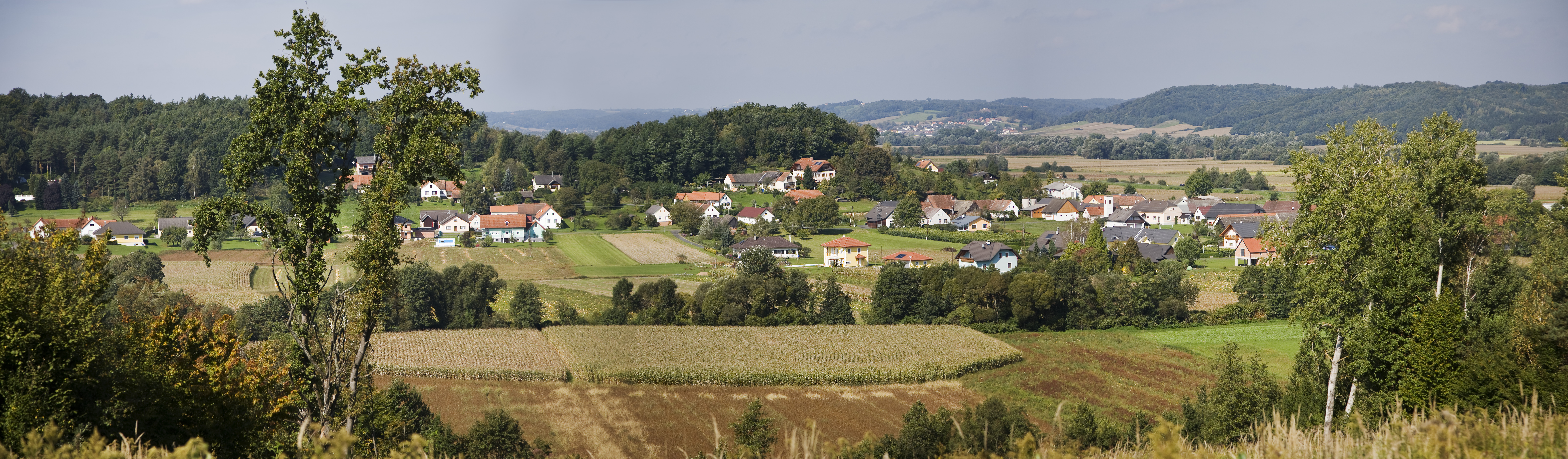
Die Ortschaft Doiber von Osten
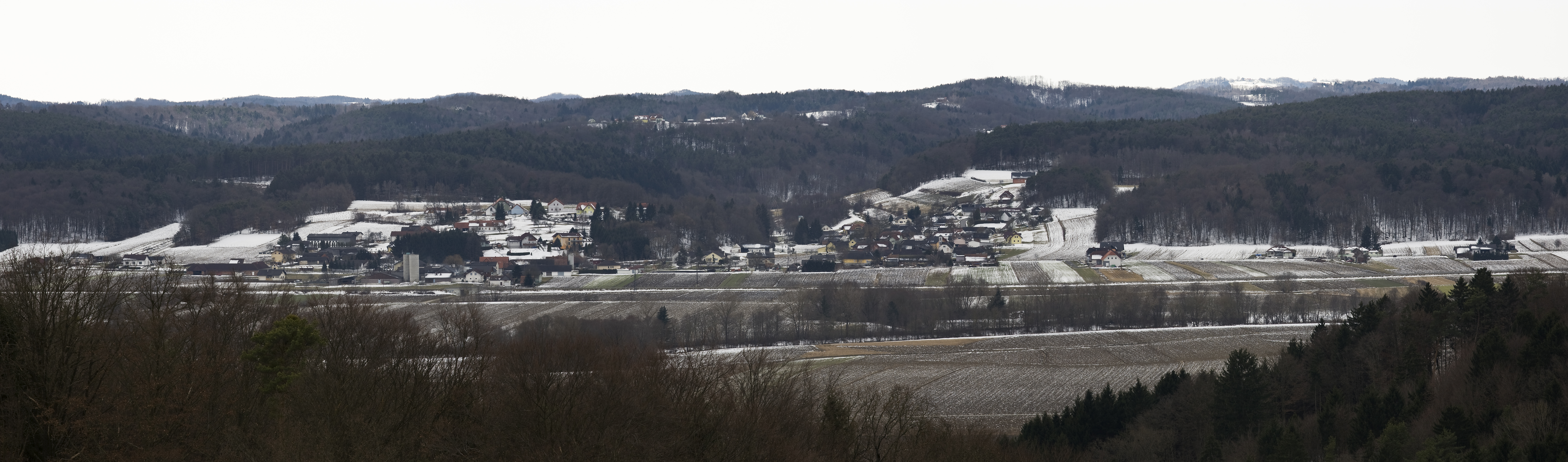
Der Ort Welten von Norden
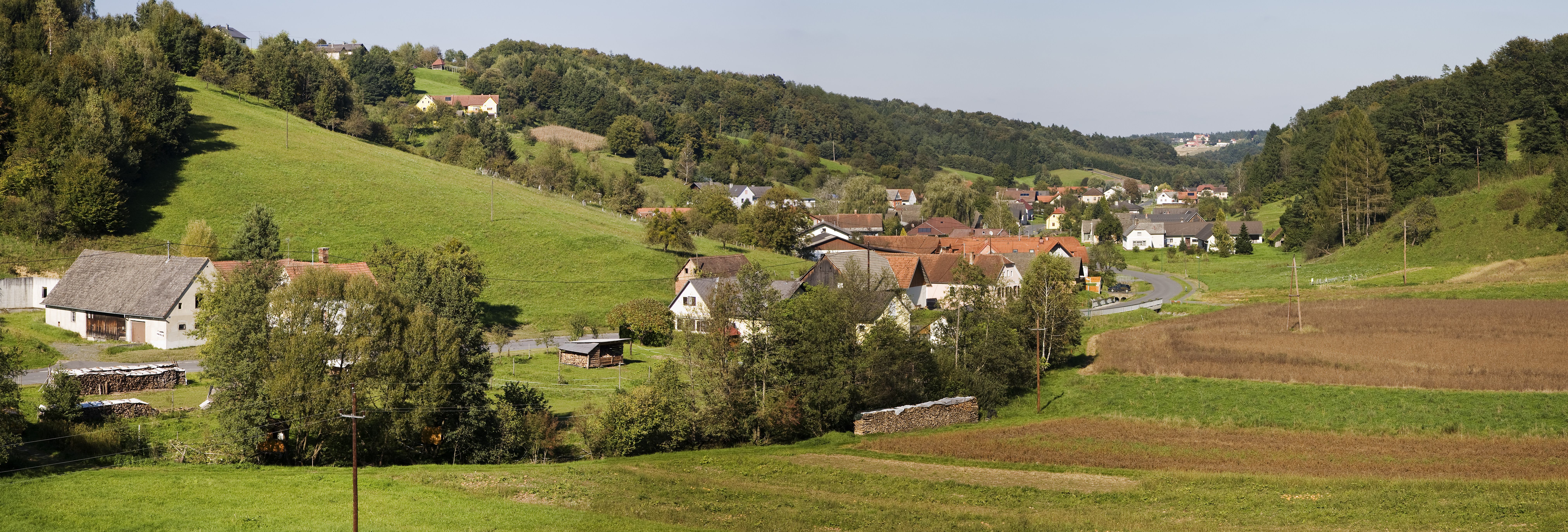
Oberdrosen von Südwesten
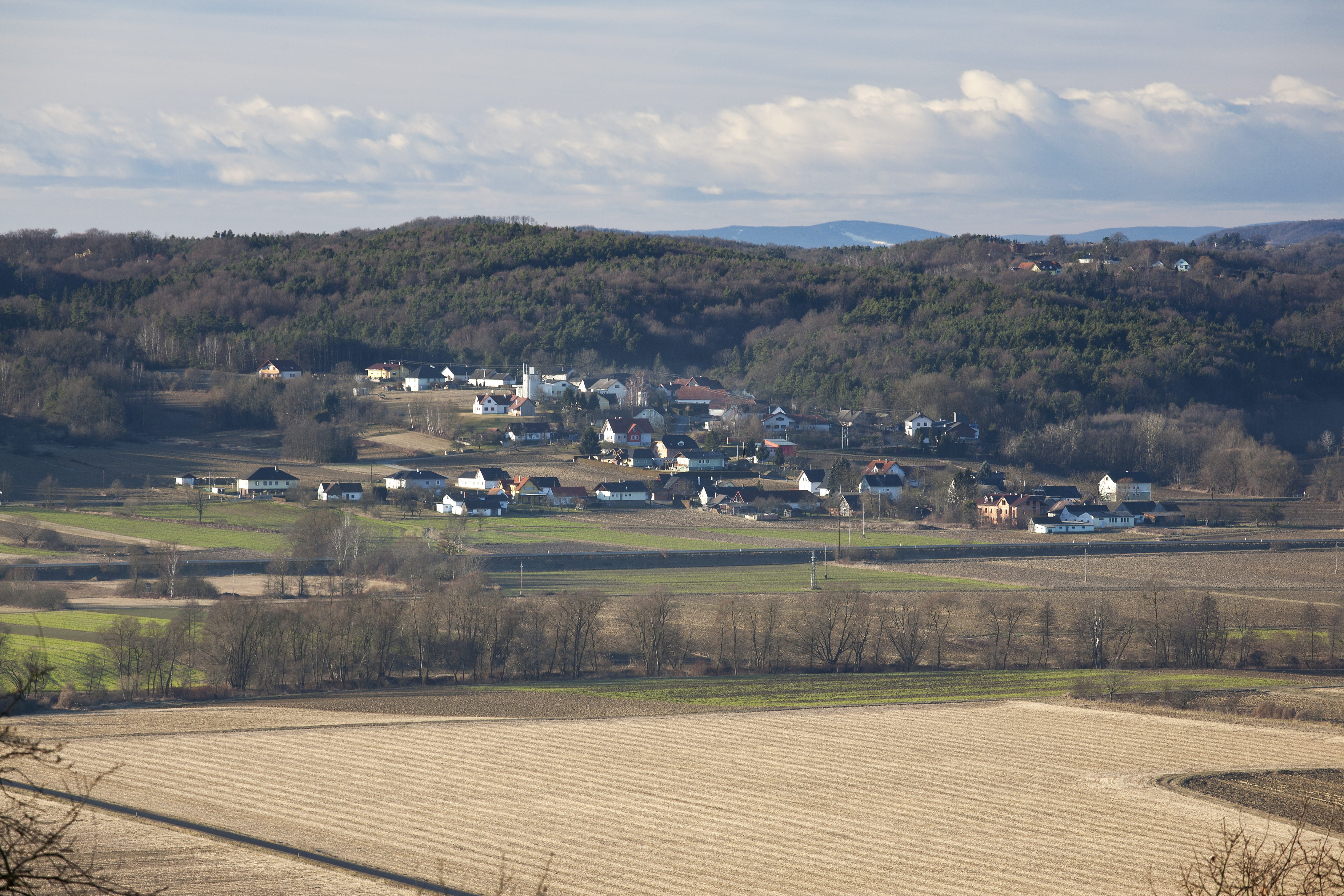
Gritsch

## Persönlichkeiten

### Söhne und Töchter
- Joseph Sucher (1843–1908), österreichischer Komponist, Kapellmeister und Dirigent
- Feri Zotter (1923–1987), österreichischer Maler und Bildhauer, gründete das „Atelierhaus“ in Neumarkt an der Raab
- Susanne Gstöttner (* 1928), österreichische Malerin
- Christian Bakanic (* 1980), österreichischer Jazzmusiker, Akkordeonist und Komponist

### Personen mit Beziehung zum Ort
- Josef Reichl (1860–1924), österreichischer Heimatdichter, in Sankt Martin an der Raab aufgewachsen
- Johannes Wanke (1923–2005), österreichischer Maler, lebte seit 1981 in Neumarkt an der Raab und ebenda verstorben
- Walter Pichler (1936–2012), österreichischer Architekt und Künstler, seit 1972 Atelier und Lebensmittelpunkt in St. Martin an der Raab